# Jezréel-völgy
A Jezréel-völgy (héberül: עמק יזרעאל , arabul: مرج إبن عامر) Izrael északi részén, Dél-Galilea területén elhelyezkedő termékeny síkság. Határai nyugatról a Kármel-hegy, keletre a Jordán völgye, északról a galileai hegyvidék, délről Szamária hegyei. A Kison patak folyik át rajta.
Neve az ókori Jezréel városának nevéből ered, amely a völgyben feküdt. A Biblia Megiddó síkságának is említi, mivel ez a város a völgy nyugati szélén feküdt. Súnem települése is a völgyben volt. Gyakran volt csatamező.
A terület a legkorábbi időktől fogva lakott. Az első földművelők valószínűleg már a korai újkőkorszakban Kr. e. 11 000 körül telepedtek le. Ásott kutat a Kr. e. 6500 körüli korból találtak itt a régészek.
Ma Afula (héber: עֲפוּלָה) a völgy legnagyobb települése.

## Fordítás
- Ez a szócikk részben vagy egészben  a   Jezreel Valley című angol Wikipédia-szócikk fordításán alapul.  Az eredeti cikk szerkesztőit annak laptörténete sorolja fel. Ez a jelzés csupán a megfogalmazás eredetét és a szerzői jogokat jelzi, nem szolgál a cikkben szereplő információk forrásmegjelöléseként.